# Keith Strickland
Keith Strickland (Athens, Geòrgia, 26 d'octubre de 1953) és un músic i compositor nord-americà, membre fundador dels  B-52s.
Va començar fent de bateria del grup, i va canviar a la guitarra després de la mort de Ricky Wilson el 1985. Strickland també toca els teclats i el baix en moltes de les gravacions dels B-52s, i alguna vegada ha fet veus d'acompanyament. Strickland compon la música dels B-52s. Strickland va declarar que era homosexual el 1992. El 13 de desembre de 2012, Strickland va anunciar, mitjançant la pàgina de Facebook i el web oficial dels B-52's, que, encara que continuava com a membre del grup, es retirava de les gires.